# رقابت تنگاتنگ

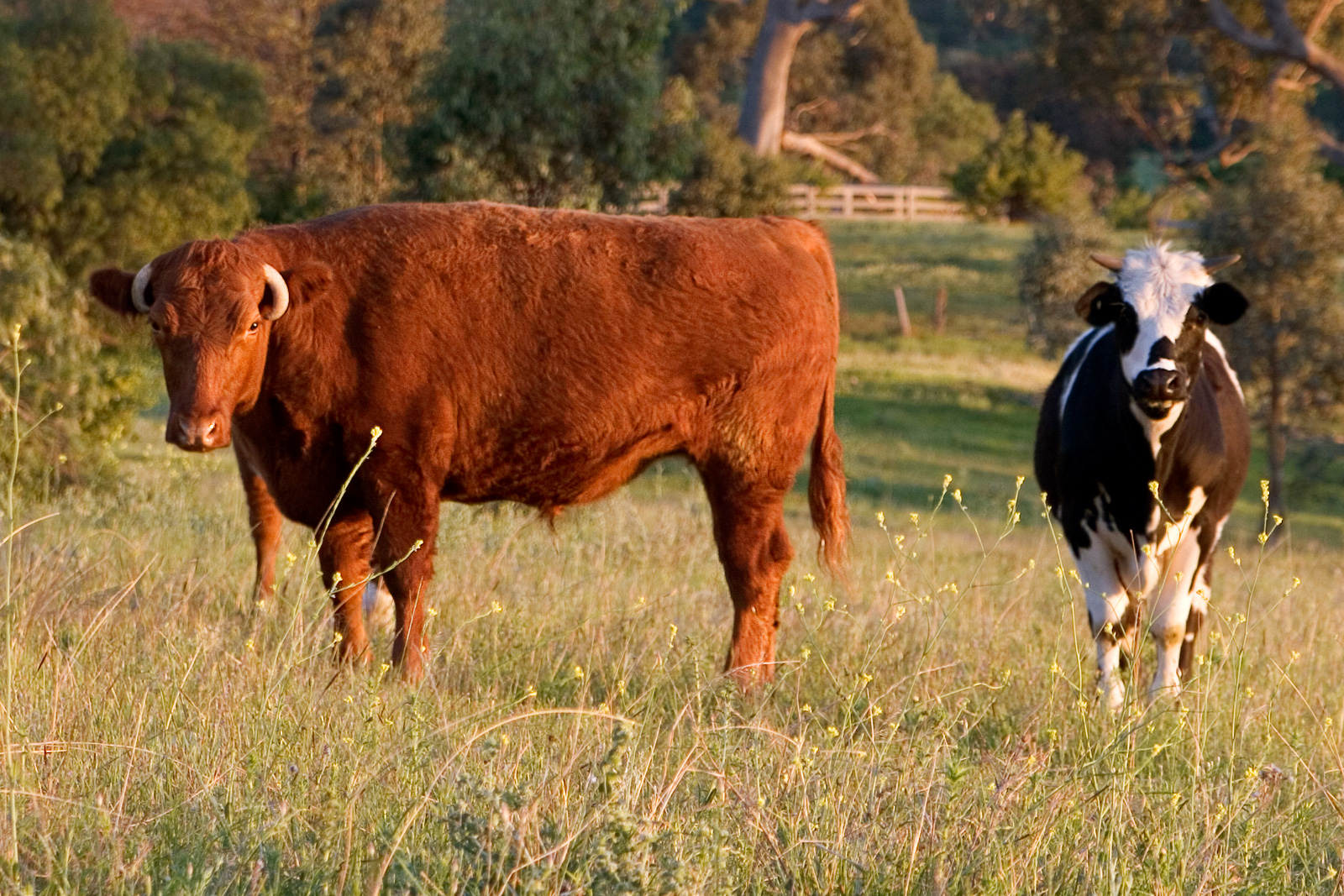
گیاه می‌تواند منبع محدودی برای چرای گاو باشد

در بوم‌شناسی، رقابت تنگاتنگ (به انگلیسی: Scramble competition) (یا رقابت همزمان کامل یا رقابت بهره‌برداری) به وضعیتی گفته می‌شود که در آن یک منبع برای همه رقیبان قابل دسترسی است (یعنی توسط یک فرد یا گروه قابل انحصار نیست). با این حال، از آنجایی که منبع خاص معمولاً متناهی است، رقابت نزدیک ممکن است منجر به کاهش نرخ بقا برای همه رقیبان شود، اگر منبع به ظرفیت حمل خود استفاده شود. رقابت نزدیک همچنین به عنوان «[یک] منبع محدود [که] به طور مساوی بین رقیبان تقسیم می‌شود، به طوری که با افزایش تراکم جمعیت، مقدار غذا برای هر فرد کاهش می‌یابد» تعریف می‌شود. توضیح بیشتر در مورد رقابت نزدیک، «رقابت برای منبعی است که برای نیازهای همه افراد ناکافی است، اما به طور مساوی بین شرکت‌کنندگان تقسیم می‌شود، به طوری که هیچ رقیبی مقدار مورد نیاز خود را به دست نمی‌آورد و همه در موارد شدید می‌میرند.»

## انواع رقابت درون‌گونه‌ای
- رقابت هماوردی
- رقابت تنگاتنگ